# Krumau am Kamp
Krumau am Kamp – gmina targowa w Austrii, w kraju związkowym Dolna Austria, w powiecie Krems-Land. Według Austriackiego Urzędu Statystycznego liczyła 772 mieszkańców (1 stycznia 2014).